# Francisco Soler Grima
Francisco Soler Grima (Garrucha, Andaluzia, 1 de maio de 1924 - Viña del Mar, Chile, 19 de junho de 1982) foi um filósofo espanhol, discípulo de José Ortega y Gasset e Julián Marías. Como tal, ele poderia ser considerado como um membro da Escola de Madrid. Depois de viver vários anos no Chile, país em que realizou a maior parte de seu trabalho filosófico, foi nacionalizado chileno.

## Ligações Externas
- Biblioteca Digital de la Universidad de Chile
- Referencia a algunas de sus principales obras en Open Library
- Jackson Davis presenta en Torre de Babel  la principal obra de Soler: Hacia Ortega. I.- El mito del origen del hombre
- Francisco Soler Apuntes para un curso de Introducción a la Filosofía;  en revista Mapocho (de la Biblioteca Nacional de Chile) Nº 72, Santiago, 2012
- Acerca de Ortega y Gasset en Chile; revista Mapocho Nº 67, Santiago, 2010
- Francisco Soler Grima en Almeríapedia
- Fotografías